# Stadtbibliothek Paderborn

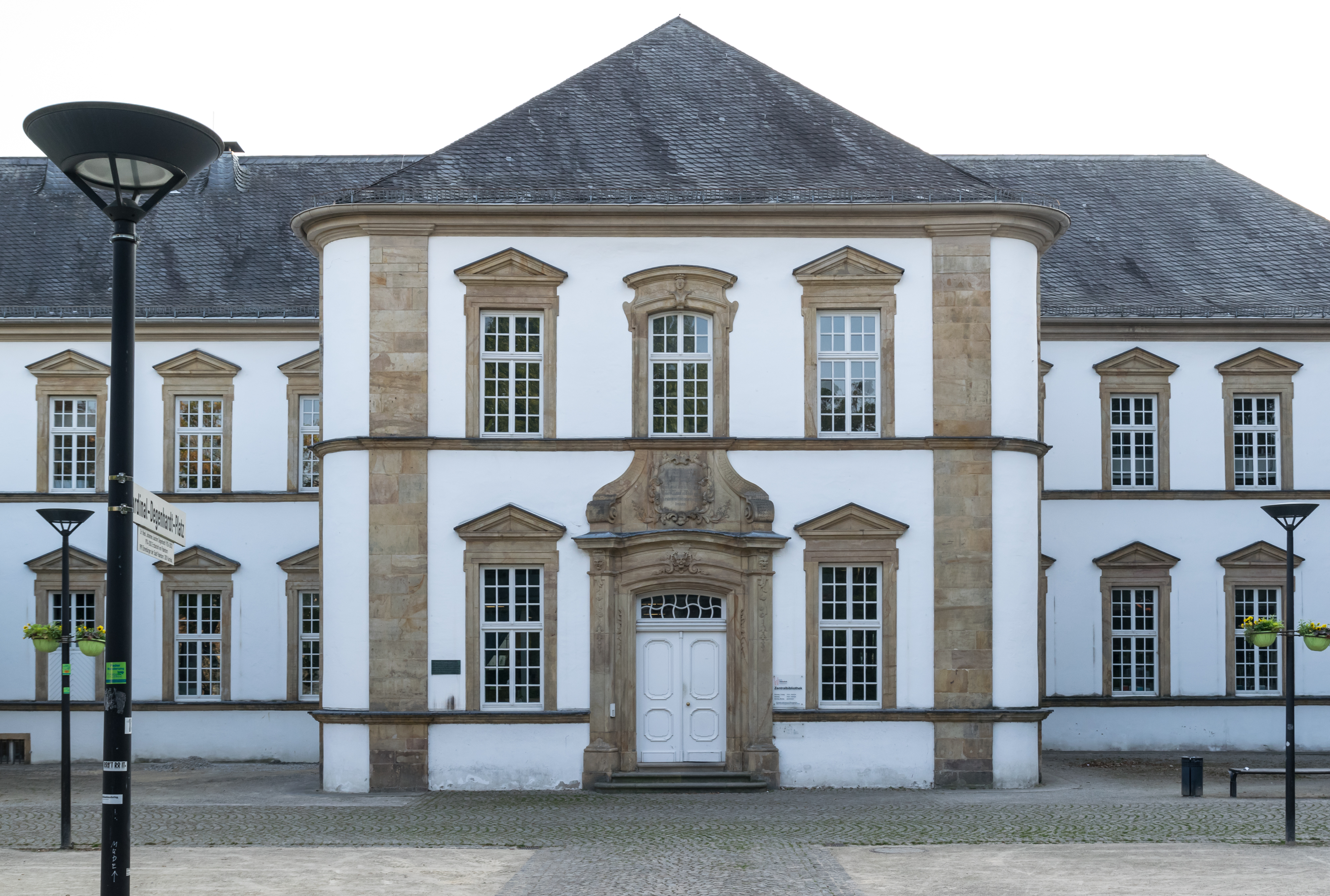
Stadtbibliothek Paderborn

Die Stadtbibliothek Paderborn ist eine öffentliche Bibliothek in Paderborn, Nordrhein-Westfalen. Die Zentralbibliothek, die Hauptstelle der Stadtbibliothek, wurde 1977 eröffnet und ist heute ein  Kultur- und Bildungszentrum in der Stadt. Sie beherbergt einen  Medienbestand von etwa 100.000 Medien und bietet  Dienstleistungen für die lokale Bevölkerung. Für ihr Engagement und ihre innovativen Angebote erhielt sie 2021 die Auszeichnung zur Bibliothek des Jahres 2021.

## Geschichte
Die Geschichte des Gebäudes, in dem sich die Zentralbibliothek heute befindet, geht bis ins 17. Jahrhundert zurück. Der Bau wurde im Jahr 1677 durch den Kapuziner Ordensbruder Ambrosius von Oelde im Auftrag von Dekan Hermann Werner von Wolff-Metternich errichtet. Der Dekan von Wolff-Metternich war ein  Mitglied des Paderborner Domkapitels und ließ den Bau als Sitz für die Domdechanei errichten. Der ursprüngliche Bau wurde im Frühbarockstil erbaut und gehörte zu den vielen barocken Umbauten in Paderborn zu jener Zeit.
Der Bau wurde im Jahr 1684 unter der Leitung von Wolff-Metternichs Nachfolger, Fürstbischof von Paderborn, weiter genutzt und später, nach der Säkularisation im Jahr 1803, von der Stadt übernommen. 1816 zog das Oberlandesgericht von Minden nach Paderborn, und das Gebäude wurde zu dessen Sitz. Im Jahr 1945 wurde das Gebäude im Zweiten Weltkrieg bis auf die Außenmauern zerstört. Ab 1957 wurden erste Maßnahmen ergriffen, um die Ruinen zu stabilisieren.
In den frühen 1970er Jahren begann die Stadt Paderborn mit den Planungen zur Nutzung des historischen Gebäudes als Stadtbibliothek. Der Umbau begann 1974 unter der Leitung des städtischen Hochbauamtes, und die Bibliothek wurde am 14. Januar 1977 eröffnet. Das Gebäude wurde renoviert, wobei die historische Substanz erhalten blieb, aber gleichzeitig moderne Elemente in das Innenraumdesign integriert wurden.

## Architektur
Das Gebäude der Stadtbibliothek wurde im Rahmen des Umbauprojekts nach dem  „Haus-im-Haus-Prinzip“ umgestaltet. Dabei wurde ein modernes Stahlbeton-Innenbauwerk auf Stützen errichtet, die bis zu 12 Meter tief in den Boden reichen. Das Gebäude verfügt über vier Geschossebenen und verbindet die historische Architektur mit modernen Bauweisen. Die Außenfassade wurde mit gebrochenem Weiß und Standsteinwänden in Naturton gestaltet.

## Räume und Angebote
Die Bibliothek bietet heute  Funktionen und Dienstleistungen, die über die klassische Medienausleihe hinausgehen. Dazu gehören:
- Makerspace: Ein Raum für kreative Projekte und handwerkliche Tätigkeiten
- Lerncafé: Ein Treffpunkt für Studierende und Lernende, um in einer angenehmen Atmosphäre zu arbeiten
- Arbeitsplätze: Einzel- und Gruppenarbeitsplätze für unterschiedliche Bedürfnisse
- Gaming: Ein Bereich für digitale Spiele und Mediennutzung, begleitet durch medienpädagogische Angebote
- Veranstaltungen: Die Bibliothek organisiert regelmäßig Ausstellungen, Workshops und kulturelle Veranstaltungen, die das Konzept des „Dritten Ortes“ weiter fördern

## Weitere Standorte der Bibliothek
Neben der Zentralbibliothek gibt es noch die Zweigstelle in der Rathauspassage. Dort befindet sich die Kinderbibliothek und der Bereich Sport- und Gesundheit. Zweigstellen der Stadtbibliothek sind in Elsen und Schloss Neuhaus zu finden.
Seit November 2023 ist die Open Library als Nachhaltigkeitsbibliothek im Adam-und-Eva-Haus jeden Tag zugänglich.